# 고내궁
고내궁(高内弓, ?~?)은 고구려 유민 출신 음악가이다.
일본에 거주한 고구려 유민의 후손으로, 750년에 일본사신단의 일원으로 발해에 건너와서 발해에서 10여 년간 발해의 학문과 음악을 배운 후 763년, 일본으로 건너가 발해의 음악을 전했다.

## 참고 자료
- “고내궁”. 한겨례음악대사전.
- 大日方克己「日本・渤海関係のなかの音楽―渤海楽と高内弓・板振鎌束をめぐって―」『社会文化論集：島根大学法文学部紀要社会文化学科編 13』島根大学 法文学部社会文化学科、2017年
- 宇治谷孟『続日本紀 （中）』講談社〈講談社学術文庫〉、1992年
- 宇治谷孟『続日本紀 （下）』講談社〈講談社学術文庫〉、1995年